# Liste der Monuments historiques in Châtillon-sur-Morin
Die Liste der Monuments historiques in Châtillon-sur-Morin führt die Monuments historiques in der französischen Gemeinde Châtillon-sur-Morin auf.

## Liste der Objekte
| Bezeichnung                 | Beschreibung                                                  | Standort                      | Kennzeichnung | Schutzstatus | Datum | Bild |
| --------------------------- | ------------------------------------------------------------- | ----------------------------- | ------------- | ------------ | ----- | ---- |
| Skulptur eines Mönchs       | Holz, 16. Jahrhundert                                         | in der Kirche St-Léger (Lage) | PM51003076    | Inscrit      | 1980  |      |
| Hauptaltar                  | Altartisch und Retabel; Holz, farbig gefasst, 18. Jahrhundert | in der Kirche St-Léger (Lage) | PM51003068    | Inscrit      | 1980  |      |
| Skulptur einer Heiligen (1) | Holz, 17. Jahrhundert                                         | in der Kirche St-Léger (Lage) | PM51003072    | Inscrit      | 1980  |      |
| Kommuniontisch              | Holz, 18. Jahrhundert                                         | in der Kirche St-Léger (Lage) | PM51003070    | Inscrit      | 1980  |      |
| Rechter Seitenaltar         | Altartisch und Retabel; Holz, farbig gefasst, 18. Jahrhundert | in der Kirche St-Léger (Lage) | PM51003069    | Inscrit      | 1980  |      |
| Zelebrantenstuhl            | Holz, 19. Jahrhundert                                         | in der Kirche St-Léger (Lage) | PM51003073    | Inscrit      | 1980  |      |
| Skulptur ohne Kopf          | Stein, 16. Jahrhundert                                        | in der Kirche St-Léger (Lage) | PM51003071    | Inscrit      | 1980  |      |
| Kruzifix                    | Holz, 16. Jahrhundert                                         | in der Kirche St-Léger (Lage) | PM51003074    | Inscrit      | 1980  |      |
| Skulptur eines Bischofs     | Holz, 16. Jahrhundert                                         | in der Kirche St-Léger (Lage) | PM51003075    | Inscrit      | 1980  |      |
| Skulptur einer Heiligen (2) | Holz, Anfang des 16. Jahrhunderts                             | in der Kirche St-Léger (Lage) | PM51003288    | Inscrit      | 1991  |      |